# 夏沐
夏沐（英文名：Melo Moon，1997年6月16日－），本名凃亭伊，台灣女饒舌歌手、唱作人，父親是曾創作張惠妹《剪愛》、《聽海》的作曲家凃惠源。
善用旋律性饒舌與POP R&B聲線，玩轉古代名言加入新世代的思維。
是台灣首檔嘻哈選秀節目「大嘻哈時代」唯一由海選方式晉級的女饒舌歌手。
因應新冠肺炎，創作防疫歌曲《洗手歌》、《宅在家》，獲粉絲贊助3688片口罩；並受到帛琉前總統陶瑞賓（Johnson Toribiong）關注。

## 音樂作品

### 單曲[5]
- 《平行世界 Parallel World》（2018）
- 《洗手歌 WASH WASH》（2020）
- 《宅在家 Home Alone》（2020）
- 《Lean into it》（2020）
- 《高手Kung Fu Hustle》（2020）
- 《通則不痛 U NEED FIBER》(2021)
- 《神燈 Magic Lamp》(2021)
- 《十分鐘2戀愛》(2021)
- 《哥們醒醒 WAKEUP BRO》(2021)
- 《夏夕夏景 SUMMER JAM》(2021)
- 《不要定義我 DON'T DEFINE ME》(2021)
- 《我的少年安 RIDING SHOTGUN》(2022)
- 《5678》(2023)

### 作詞
- 《始終如一》（2020）
- 《雙子座咖啡》(2019)
- 《Rainy Day》(2019)

### MV導演
- 《始終如一》（2020）

## 外部連結
- 夏沐的Flowpage